# Сан Франсиско дел Аламо, Сан Франсиско (Сан Хосе Итурбиде)
Сан Франсиско дел Аламо, Сан Франсиско (шп. San Francisco del Álamo, San Francisco) насеље је у Мексику у савезној држави Гванахуато у општини Сан Хосе Итурбиде. Насеље се налази на надморској висини од 2040 м.

## Становништво
Према подацима из 2005. године у насељу је живело 5 становника.

### Хронологија
| Година       | 2005 |
| ------------ | ---- |
| Становништво | 5    |

### Попис
| # | Индикатор                        | Вредност |
| - | -------------------------------- | -------- |
| 1 | Укупно појединачних домаћинстава | 1        |